# Pistols for Breakfast
Pistols for Breakfast é um filme mudo do gênero comédia produzido nos Estados Unidos e lançado em 1919.